# Oleksandr Petrynko

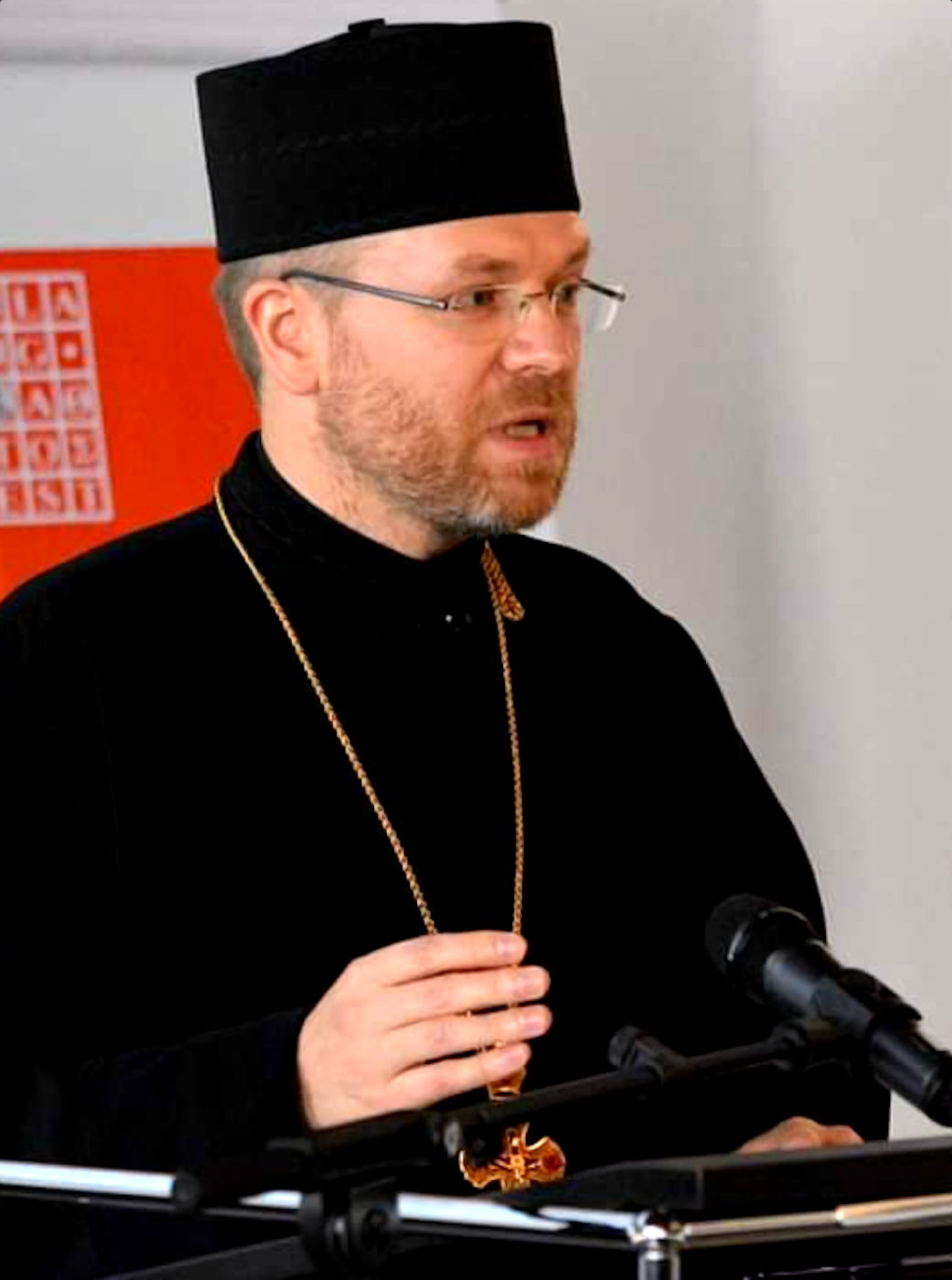
Oleksandr Petrynko

Oleksandr Petrynko (ukrainisch Олександр Петринко; * 10. Oktober 1976 in Ternopil, Ukrainische SSR) ist Rektor des Collegium Orientale in Eichstätt, Erzpriester der Ukrainischen Griechisch-katholischen Kirche in Deutschland und ostkirchlicher Theologe in den Bereichen Patristik und byzantinischer Hymnographie.

## Leben
Oleksandr Petrynko wurde am 10. Oktober 1976 in Ternopil in der heutigen Ukraine geboren. Sein Abitur absolvierte er in seiner Heimatstadt Pidkamin und trat danach als Priesteramtskandidat in das griechisch-katholische Geistliche Seminar des Heiligen Geistes in Lwiw (Lemberg, Ukraine) ein. An der Lwiwer Theologischen Akademie studierte er in den Jahren 1994 bis 1998 Philosophie und Theologie. Als einer der ersten Studenten trat er 1998 in das neu gegründete Collegium Orientale in Eichstätt (Bayern) ein. Dort studierte er 1998–2002 katholische Theologie mit dem Schwerpunkt Ostkirchliche Theologie an der Katholischen Universität Eichstätt-Ingolstadt. Nach einem Pastoraljahr in seiner Heimateparchie Sokal-Schowkwa kehrte er in das Collegium Orientale zurück und promovierte an der KU Eichstätt-Ingolstadt in den Jahren 2003–2009 im Fach Alte Kirchengeschichte und Patrologie bei Johannes Hofmann. Sein Promotionsprojekt bezog sich auf den jambischen Weihnachtskanon des Johannes von Damaskus. In den Jahren 2006–2008 war er Wissenschaftlicher Mitarbeiter am Lehrstuhl für Alte Kirchengeschichte und Patrologie bei Johannes Hofmann.
Am 11. Mai 2008 erhielt er die Diakonenweihe in Eichstätt und am 7. September 2008 die Priesterweihe in Pidkamin durch seinen Heimatbischof Mychajlo Koltun CSsR von Sokal-Schowkwa. Noch im selben Jahr wurde er Vizerektor des Collegium Orientale und war zudem als Seelsorger für das Apostolische Exarchat Deutschland und Skandinavien tätig.
Am 22. September 2011 wurde er von Bischof Mykhailo Koltun zum Erzpriester, mit dem Recht ein Brustkreuz zu tragen, ernannt. Im selben Jahr wurde er durch Bischof Gregor Maria Hanke OSB in den Priesterrat des Bistums Eichstätt berufen.
Zum 1. September 2011 wurde Oleksandr Petrynko Rektor des Collegium Orientale und folgte in diesem Amt auf Paul Schmidt.
Oleksandr Petrynko arbeitet an der Herausgabe liturgischer Bücher für verschiedene Ostkirchen mit. Er übersetzt liturgische Texte aus dem Altgriechischen und orientalischen Sprachen neu und betätigt sich auch in der musikalischen Anpassung der hymnographischen Texte. Zudem hat er mit dem Chor des Collegium Orientale zahlreiche CD mit ostkirchlichen Gesängen aufgenommen.
Er ist alleiniger Herausgeber der Zeitschrift ContaCOR, die neben hausinternen Beiträgen auch ostkirchliche theologische Beiträge als Sonderausgaben herausgibt.

## Preise und Auszeichnungen
- 2009 Kulturpreis Bayern der E.ON Bayern AG[3]
- 2009 DAAD-Preis der KU Eichstätt-Ingolstadt[4]
- 2011 GSCO-Preis für Nachwuchswissenschaftler[5]

## Publikationen

### Wissenschaftliche Werke (Auswahl)
- Der jambische Weihnachtskanon des Johannes von Damaskus. Einleitung, Text, Übersetzung und Kommentar (= Jerusalemer Theologisches Forum 15), Münster 2010, ISBN 978-3-402-11022-5 (Promotion).
- ContaCOr, Hauszeitschrift des Collegium Orientale Eichstätt und des Oriens-Occidens e.V. (zweimal im Jahr), ZDB-ID 2000007-8
- (zusammen mit Andriy Mykhaleyko, Vasyl Rudeyko und Paul Schmidt) Aus Leidenschaft zu den Ostkirchen. Festgabe für Andreas-A. Thiermeyer zum 60. Geburtstag, Lviv 2009, OCLC 634712280
- (zusammen mit Andriy Mykhaleyko und Andreas Thiermeyer [Hg./Übers./Kommentar]) Einheit: Auftrag und Erbe. Anthologie von Texten der Ukrainischen Griechisch-Katholischen Kirche zu Fragen der Kircheneinheit mit Kommentar, Lviv 2012, ISBN 978-966-8197-87-1
- (zusammen mit Andriy Mykhaleyko) Zum Licht der Auferstehung durch die Dornen der Katakomben. Untergrundtätigkeit und Legalisierung der Ukrainischen Griechisch-Katholischen Kirche, Lviv 2013, ISBN 978-966-2778-08-3
- (zusammen mit Anselm Blumberg) Historia magistra vitae. Leben und Theologie der Kirche aus ihrer Geschichte verstehen. Festschrift für Johannes Hofmann zum 65. Geburtstag (= Eichstätter Studien N.F. 76) Regensburg 2016, ISBN  978-3-7917-2764-6.[6]

### Liturgische Werke (Auswahl)
- (zusammen mit Vojtech Boháč, Michael Kunzler, Andreas Thiermeyer) Apostolos: Die biblischen Lesungen, Troparien und Kondakien, Antiphonen und alle anderen liturgischen Texte für die Feier der heiligen Liturgie und des Stundengebets in den heiligen Kirchen des byzantinischen Ritus nach den Tagen des Kirchenjahres, Paderborn 2005, ISBN  3-89710-325-7.
- (zusammen mit Andreas Thiermeyer) Kommt, lasst uns anbeten: Troparien, Kondakien, Antiphonen und andere täglich wechselnde Texte für Stundengebet und Göttliche Liturgie des byzantinischen Ritus, Lviv 2006, ISBN  966-395-032-3.
- (zusammen mit Josef Schatz und Paul Schmidt [Hg./Übers./Kommentar]) Der Hymnos Akathistos auf die immerwährende Jungfrau und Gottesmutter Maria, Eichstätt 2011, Eichstätt 2012.
- (zusammen mit Vojtech Boháč, Michael Kunzler, Andreas Thiermeyer) Die Göttliche Liturgie unseres heiligen Vaters Johannes Chrysostomus, München, Eichstätt, Paderborn 2013 (offiziell approbierte Ausgabe der UGKK), ISBN  978-3-9815216-1-0.
- (zusammen mit Vojtech Boháč, Michael Kunzler, Andreas Thiermeyer) Die Göttliche Liturgie unseres heiligen Vaters Basilius des Großen, München, Eichstätt, Paderborn 2013 (offiziell approbierte Ausgabe der UGKK), ISBN  978-3-9815216-2-7.
- (zusammen mit Vojtech Boháč, Michael Kunzler, Andreas Thiermeyer) Die Göttliche Liturgie der Vorgeweihten Gaben, München, Eichstätt, Paderborn 2013 (offiziell approbierte Ausgabe der UGKK), ISBN  978-3-9815216-3-4.
- (zusammen mit Andreas-Abraham Thiermeyer) Gepriesen bist Du, Herr! Gebetbuch des byzantinischen Ritus. Eichstätt: Collegium Orientale Eichstätt/A.K.M. e.V., 2020, ISBN  978-3-9815216-5-8

### Audio CDs (Auswahl)
- "Gepriesen sei Gott allerzeit" – Das kleine Stundengebet gesungen – die CD-Bücher des Collegium Orientale mit den Kleinen Stunden, Deutsch.
- "Ebarme Dich meiner, o Gott!" – Das kleine Stundengebet gesungen – die CD-Bücher des Collegium Orientale mit den Kleinen Stunden, Deutsch.
- "Благословлю Господа на всякий час" – Das kleine Stundengebet gesungen – die CD-Bücher des Collegium Orientale mit den Kleinen Stunden, Ukrainisch.
- "Серце чисте сотвори в мені, Боже" – Das kleine Stundengebet gesungen – die CD-Bücher des Collegium Orientale mit den Kleinen Stunden, Ukrainisch.
- "Um Deines Namens willen". Das Jesusgebet der Ostkirche
- "Gebenedeit bist du unter den Frauen". Den Rosenkranz ostkirchlich beten.[7]